# 飯田美千香
飯田 美千香（いいだ みちか）は、日本の人形師。人形作家。

## 経歴・人物
等身大人形を自ら創り、操っている。鹿児島県生まれ。1997年、舞台劇〈百鬼どんどろ〉に入団し、主宰・岡本芳一に師事する。等身大人形の制作を学びながら、ヨーロッパを中心とした多くの海外公演に団員として随行し、様々な国の舞台創作表現に接する。2001年、独自のユニット〈夢人形ひいな〉を立ち上げる。2006年、〈百鬼どんどろ〉から独立する。2010年、岡本芳一の没後、屋号を〈百鬼ゆめひな〉に改め、拠点を東京から信州・伊那谷に移す。2013年、国際交流基金ニューヨーク日本文化センターの招聘によるアメリカ公演。2014年、石清水八幡宮にて奉納演舞を務める。2016年、国際交流基金サンパウロ日本文化センターの招聘によるブラジル公演。単独公演も全国各地で行っている。

## 主な作品
- 1998年 『緋色の海の幻』
- 1999年 『子供三番叟』
- 2001年 『雛がたり』
- 2003年 『猫姫くぐつ舞』
- 2005年 『化性』
- 2008年 『笹法子』
- 2010年 『中有の闇のものがたり』
- 2011年 『障遣願舞・宇津神楽』
- 2012年 『曼珠沙華』
- 2013年 『花残月』『六花』『化身』『夢雛神楽 "風"』
- 2014年 『吹上天女』
- 2015年 『雪女』『夢十夜 第一夜』

『障遣願舞・宇津神楽』は、映画監督・宮崎駿の原案をもとに制作されている。

## インタビュー
- 百鬼ゆめひな（飯田美千香）インタビュー「人形の顔がキラッと光って何かが入る瞬間が」（『幽』VOL.25、2016年6月）